# Лаврентий (Стреза)
Митрополи́т Лавре́нтий (рум. Mitropolit Laurențiu, в миру Ливиу Стеза, рум. Liviu Streza; 12 октября 1947, Сымбэта-де-Сус, жудец Брашов, Румыния) — епископ Румынской православной церкви, архиепископ Сибиуский и митрополит Трансильванский.

## Биография
В возрасте 13 лет остался без отца. С 1954 по 1961 год учился в общей школе родного села, с 1961 по 1965 год — в лицее Раду Черного в городе Фэгэраш.
В 1965 году поступил в Университетский богословский институт в Сибиу, который окончил в 1969 году со званием лиценциата богословия за работу «Величайший Пастырь Христос, образец церковного пастырства в свете канонических Евангелий» (Mai — Marele Păstorilor, Hristos, modelul păstorilor bisericeşti în lumina Evangheliilor canonice).
В 1969 году вступил в брак с Евгенией Станчу, у четы со временем родилось пятеро детей.
18 декабре 1969 года был рукоположен в сан диакона, а 19 декабря того же года — в сан священника для прихода в селе Лиса Фэгэрашского благочиния, и служил там с 1970 по 1976 год.
С 1970 до 1973 года обучался в докторантуре в Богословском институте в Бухаресте со специализацией по пастырской литургике и христианскому искусству. В 1975 году выдержал экзамен на годность (examenul de admisibilitate) со средней оценкой 9,50.
В 1976 году становится духовником студентов и ассистентом на практическом отделении в Университетском богословском институте в Сибиу. Также, в 1977—1979 годах был вспомогательным лектором греческого языка, а в 1983—1986 годах — французского.
В 1982—1983 году стажировался в Экуменическом институте Боссэ, Швейцария. В 1983 году прошёл курс специализации по литургике на факультете католического богословия Фрибургского университета.
В 1985 года получил в богословском институте в Бухаресте защитил диссертацию «Крещение в различных христианских литургических обрядах» (Botezul în diferite rituri liturgice creștine), написанную под руководством профессора-протоиерея Ене Браниште.
В 1986 году стал вспомогательным преподавателем литургики и пастырства в Сибиу, вёл семинары по практической литургике. В 1987 году становится профессором по литургике, пастырству и христианскому искусству.
С января по апрель 1990 года был хозяйственным советником Трансильванского митрополита Антония (Плэмэдялэ).
В 1992 году овдовел. В 1992—1996 годах состоял научным секретарём богословского факультета им. Андрея Шагуны в Сибиу.
4 июля 1996 года решением Священного Синода Русской православной церкви был избран епископом Карансебешским. 20 июля того же года в Монастыре Брынковяну в Сымбэта-де-Сус митрополитом Транссильванским Антонием (Плэмэдялэ) был пострижен в монашество с именем Лаврентий. 11 августа того же года состоялась его хиротония и интронизация.
3 ноября 2005 года Церковной избирательной коллегией был избран архиепископом Сибиуским, митрополитом Ардяльским. 13 ноября того же года в кафедральном соборе города Сибиу состоялось его интронизация, которую возглавил Патриарх Румынский Феоктист.
В 2008—2012 годы был деканом богословского факультета имени Андрея Шагуны в Сибиу.

## Награды
- Командор ордена «За заслуги перед культурой»[рум.] в категории G «Культы» (2004, Румыния)[5]